# Sikkim State Congress
Sikkim State Congress, politiskt parti i Sikkim. SSC grundades 1947. Partiets mål var demokratiska reformer och att Sikkim skulle bli en del av Indien. Under perioden 1953-1958 var Kazi Lhendup Dorjee dess ordförande. 1958 lämnade Dorjee SSC.
1972 förenades SSC med Sikkim Janata Party och bildade Sikkim Janata Congress.
1975 anordnades en folkomröstning om Sikkim skulle bli en delstat i Indien och svaret blev för detta.